# 水島宜典
水島 宜典（みずしま よしのり、1945年12月26日 - ）は、日本の実業家。
アマノ株式会社元代表取締役専務。平成22年よりアマノビジネスソリューションズ株式会社 代表取締役会長。

## 略歴・人物
- 1945年（昭和20年）12月26日 京都府に生まれる
- 1968年（昭和43年）3月 神奈川大学 法学部 卒業
- 1971年（昭和46年）3月 アマノ株式会社入社
- 1986年（昭和61年）10月 九州販売部長兼福岡支店長
- 1989年（平成元年）6月 当社取締役就任（西日本販売担当兼九州地域販売部長）
- 1993年（平成5年）4月 当社西日本販売総括兼近畿地域販売部長
- 1999年（平成11年）4月 当社常務取締役 地域営業本部総括
- 2000年（平成12年）4月 当社常務取締役 事業本部総括（現任）
- 2003年（平成15年）4月　アマノ株式会社代表取締役専務
- 2010年（平成22年）4月 アマノ株式会社代表取締役専務退任、アマノビジネスソリューションズ株式会社 代表取締役会長